# 1АДМ-1,5Б
1АДМ-1,5Б — автомотриса дизельная монтажная строительная — самоходный двухосный экипаж с двигателем внутреннего сгорания. Данный вид машины относится к категории путевой техники для служб энергоснабжения. Используется для бурения котлованов и установки в них железнодорожных опор контактной сети, перевозки опор и других грузов на собственной и прицепной платформах. Автомотриса оборудована буровой установкой и телескопическим краном с грузовым крюком.

## Назначение[1]
- бурение котлованов под установку опор контактной сети;
- монтаж и демонтаж элементов контактной сети и опор;
- перевозка железобетонных опор и других грузов на собственной и прицепной платформах;
- выполнение маневровых и погрузочно-разгрузочных работ;
- питание электроэнергией 380/220 В, 50 Гц потребителей в полевых условиях, в том числе проведения сварочных работ.

## Технические характеристики[1]
| Общие характеристики                                                  |                 |
| --------------------------------------------------------------------- | --------------- |
| Масса конструктивная, т                                               | 35              |
| Пассажировместимость, чел.                                            | 9               |
| Грузоподъемность собственной платформы, т                             | 6               |
| Нагрузка прицепная в маневровом режиме max, т                         | 300             |
| Нагрузка прицепная в поездном режиме max, т                           | 60              |
| Мощность силовой установки, дизель ЯМЗ-238 Б-14, кВт                  | 220             |
| Скорость конструкционная на площадке, км/ч                            | 100             |
| Скорость технологическая (тихий ход) км/ч                             | от 0 до 5       |
| Крановая установка                                                    | телескопическая |
| Вылет крюка крана от оси пути min/max, м                              | 3,4 / 8,0       |
| Наличие наличие съемных люлек крана                                   | нет             |
| Грузоподъемность без дополнительных опор на min/max вылете, т         | 3,2 / 1,2       |
| Грузоподъемность с дополнительными опорами на min/max вылете, т       | 5,0 / 2,9       |
| Высота подъема крюка грузоподъемного от уровня головки рельсов max, м | 8,2             |
| Буровое оборудование                                                  |                 |
| Вылет бура от оси пути min/max, м                                     | 3,0 / 5,5       |
| Диаметр отрываемого котлована min/max, м                              | 0,4 / 0,8       |
| Глубина отрываемого котлована до, м                                   | 4,5             |
| Габаритные размеры изделия, мм:                                       |                 |
| Длина по осям автосцепок                                              | 13145           |
| Ширина                                                                | 3320            |
| Высота                                                                | 5250            |
| База                                                                  | 7000            |
| Ширина колеи, мм                                                      | 1520            |